# Klisurski prochod
Klisurski prochod (bulgariska: Клисурски проход) är ett bergspass i Bulgarien.   Det ligger i regionen Kjustendil, i den västra delen av landet, 40 km söder om huvudstaden Sofia. Klisurski prochod ligger 893 meter över havet.
Terrängen runt Klisurski prochod är huvudsakligen kuperad, men åt sydväst är den bergig. Närmaste större samhälle är Dupnitsa, 19,3 km väster om Klisurski prochod. 
I omgivningarna runt Klisurski prochod växer i huvudsak blandskog. Runt Klisurski prochod är det ganska glesbefolkat, med 43 invånare per kvadratkilometer.